# إسماعيل رودريغيز
إسماعيل رودريغيز (بالإسبانية: Ismael Rodríguez) (10 يناير 1981 في المكسيك - ) هو لاعب كرة قدم مكسيكي في مركز الدفاع، شارك في الألعاب الأولمبية الصيفية 2004. وشارك مع منتخب المكسيك لكرة القدم. أما مع النوادي، فقد لعب مع نادي أمريكا ونادي مونتيري وأتلاتيكو إيرابواتو ونادي كيريتارو ونادي أكويلا.

## وصلات خارجية
- إسماعيل رودريغيز على موقع قاعدة بيانات كرة القدم.إي يو (الإنجليزية)
- إسماعيل رودريغيز على موقع ناشيونال فوتبول تيمز (الإنجليزية)
- إسماعيل رودريغيز على موقع Soccerway.com (الإنجليزية)
- إسماعيل رودريغيز على موقع عالم كرة القدم.نت (الإنجليزية)
- إسماعيل رودريغيز على موقع أوليمبيديا (الإنجليزية)